# 韦曲街道
韦曲街道，是中华人民共和国陕西省西安市长安区下辖的一个乡镇级行政单位。

## 行政区划
韦曲街道下辖以下地区：
青年街社区、凤栖路社区、广场社区、友谊街社区、东街社区、新华街社区、长乐社区、南街社区、航天社区、表厂社区、首帕张堡社区、张家社区、蒋家社区、北街社区、吉泰路社区、府东社区、府北社区、东韦村、西韦村、上塔坡村、夏殿村、西崔家庄村、北里王村、西兆余村、东崔家庄村、皇子坡村、下塔坡村、南里王村、候家湾村、首帕张村、申店村、西寨村、水磨村、崔家营村、鲁家湾村、幸家坡村、何家营村、瓜洲村、水寨村、局连村、东四府村、西四府村、双竹村、徐家寨村、东兆余村、杜陵枣园村、简王井村、大府井村、南伍村、西北村、新寨子村、旧寨子村、新和村、四府井村、栲栳村、羊村、蕉村、韩家湾村、高望村和朱坡村。